# 投射分解
在同調代數中，一個阿貝爾範疇 {\displaystyle {\mathcal {A}}} 中的對象 {\displaystyle A} 之投射分解定義為一個正合序列
{\displaystyle \cdots \longrightarrow P_{n}\longrightarrow P_{n-1}\longrightarrow \cdots \longrightarrow P_{0}\longrightarrow A\longrightarrow 0}
或簡寫成 {\displaystyle P_{\bullet }\rightarrow A\rightarrow 0}，使得其中每個 {\displaystyle P_{n}} 皆為投射對象。對任一對象 {\displaystyle A}，任兩個投射分解至多差一個鏈複形的同倫等價。
若 {\displaystyle {\mathcal {A}}} 中的每個對象都有投射分解，則稱 {\displaystyle {\mathcal {A}}} 有充足的投射元，這類範疇上能以投射分解開展同調代數的研究。典型例子包括：
- 環 {\displaystyle R} 上的模構成之範疇 {\displaystyle \mathbf {Mod} _{R}}，這是交換代數的主要對象。模上投射分解的特例是自由分解，此時我們要求每個 {\displaystyle P_{\bullet }} 都是自由模；由於任何模均可表成自由模的商，自由分解總是存在的。希爾伯特合衝定理斷言：若取 {\displaystyle R} 為域上的多項式環，則自由分解在有限步之內停止。
- 群 {\displaystyle G} 的 {\displaystyle G}-模範疇 {\displaystyle G-\mathbf {Mod} }，也就是帶有 {\displaystyle G} 的群作用的阿貝爾群，此範疇上能定義群上同調。

反例則包括一般概形 {\displaystyle X} 上的凝聚層範疇 {\displaystyle \mathbf {Coh} _{X}}。
與此對偶的概念是內射分解。